# American Forces Network
American Forces Network é um serviço de mídia das forças armadas estadunidenses. O serviço é destinado aos militares que prestam serviço nas bases,nos navios e porta aviões espalhados pelo mundo e serve de ponte de comunicação com os órgãos governamentais e a comunidade. A programação é composta de seriados, programas de variedades, noticiários e eventos esportivos.A maior parte da programação é transmitida com uma semana de atraso em relação a transmissão original.